# 월진
월진(月震, Moonquake)은 달에서 발생하는 지진 현상을 뜻한다. 월진에 관한 정보는 1969년부터 1972년까지 설치한 달의 지진계 기록에서 나왔다. 아폴로 12호, 14호, 15호, 16호 임무 과정에서 배치된 지진계들은 1977년 전력 부족으로 꺼질때까지 월진 정보를 지구로 송신하였다.

## 분류
나사에 따르면 네 가지 다른 종류의 월진이 있다.
- 심발 월진(지표 아래 700 km 지점에서 발생. 조석 발생지로 추정)[1][2][3]
- 운석 충돌로 인한 진동
- 일출 월진(달이 2주간 밤이었다가 일출이 되어 햇빛이 들어오면 차가웠던 달 지각이 팽창하여 발생)[4]
- 천발 월진(지표 아래 50 - 220 km 지점에서 발생)[5]

위에서 언급한 월진 중 앞의 세 가지는 규모가 매우 작지만, 마지막 천발월진의 경우에는 실체파 규모 기준 MB5.5의 큰 규모로도 관측할 수 있다. 1972년부터 1977년까지 총 28차례 천발월진을 관측하였다. 심발월진의 경우에는 종종 군집이라고 부르는 고립된 깊은 특정 지역에서 집중적으로 발생하는 경향이 있다.
가장 규모가 큰 월진은 가장 규모가 큰 지진보다 그 규모가 작지만, 달에서는 진동을 감쇠시키는 요인이 거의 없기 때문에 한번 월진이 발생하면 최대 1시간동안 흔들림이 지속될 수 있다.

## 인공 월진
아폴로 임무에서 폭약과 불필요하게 된 로케트의 부스터와 착륙선을 월면에 충돌시켜 인공적으로 월진을 일으키는 실험이 11회 행하여졌다.
지구의 지진 해석에 의해 지구내부의 구조를 알 수 있듯이 월진에 의해 달의 내부 구조를 아는 것이 가능하다. 그러나 아폴로 계획으로 얻어진 자료는 달의 전면 측의 관측에 제한 되어 있어서 충분하지 않았다.
JAXA에 따르면 달의 반대 쪽에도 지진계를 탑재한 침투기를 투하하는 것이 계획 중지되었으며 개발된 침투기는 다른 계획에 운용될 예정이다.

## 같이 보기
- 지구 외 천체의 지진